# Paulette (Jack de Nijs)
Paulette is de enige uitgebracht single van Jack and Woody, een muziekgroep rond Jack de Nijs (Jack) en Cor van Leest (Woody). De Nijs richtte destijds bij gebrek aan commercieel succes het ene bandje na het andere op. In dezelfde periode als Paulette verscheen ook materiaal van The Four Sweeters, die ook al snel ter ziele ging. Paulette werd samen uitgebracht met So sad (to watch good love go bad). Een ander plaatje getiteld Lucille (cover van Little Richard) gekoppeld aan They say bleef op de plank liggen. Paulette is overigens in de stijl van de Everly Brothers gezongen. Muziekproducent en koor- en orkestleider was Jack Bulterman.
Over verkopen is niets bekend, Nederland en België hadden nog geen officiële hitparades. De verkopen zullen niet groot zijn geweest want ook Jack and Woody hield in 1971 op te bestaan.